# Anacithara rissoina
Anacithara rissoina é uma espécie de gastrópode do gênero Anacithara, pertencente a família Horaiclavidae.